# Triteleia pallipes
Triteleia pallipes är en stekelart som först beskrevs av Charles Thomas Brues 1915.  Triteleia pallipes ingår i släktet Triteleia och familjen Scelionidae. Inga underarter finns listade i Catalogue of Life.